# 林香純
林 香純（はやし かすみ、1989年7月3日 - ）は、劇団四季所属のミュージカル女優。奈良県奈良市出身。

## 人物・略歴
- 『ライオンキング』大阪公演で、スターティングキャストとして最年少でヤングナラを演じる。2008年に劇団四季研究所に入所。2009年に、ミュージカル『春のめざめ』のベンドラ役に抜擢され、オリジナルキャストとして出演した。2010年9月開幕の『赤毛のアン』東京公演では笠松はるとともにアン役にキャスティングされ、次の名古屋公演でもＷキャストで出演。
- 『春のめざめ』東京初演の稽古期間中､全く声が出なくなり､3週間無音生活を送ることになる｡

## 出演作品
(太字は主演)
- 「友情 Friendship -秋桜コスモスのバラード-」2003年会田恵役（役作りのため、スキンヘッドに挑戦。）
- 市民ミュージカル｢モモ｣(モモ)
- ライオンキング（ヤングナラ、アンサンブル）
- 赤毛のアン（ティリー、アン・シャーリー）
- 春のめざめ（ベンドラ）
- 夢から醒めた夢（アンサンブル）
- ドリーミング（猫のチレット）
- 雪ん子(ゆき)
- はだかの王様(王女サテン)
- ジョン万次郎の夢（ギン）
- ジーザス・クライスト=スーパースター（エルサレム・ジャポネスク）(アンサンブル)
- マンマ・ミーア!（ソフィ・シェリダン）
- 思い出を売る男（花売娘）
- ジョン万次郎の夢（ギン）